# Marmertekening

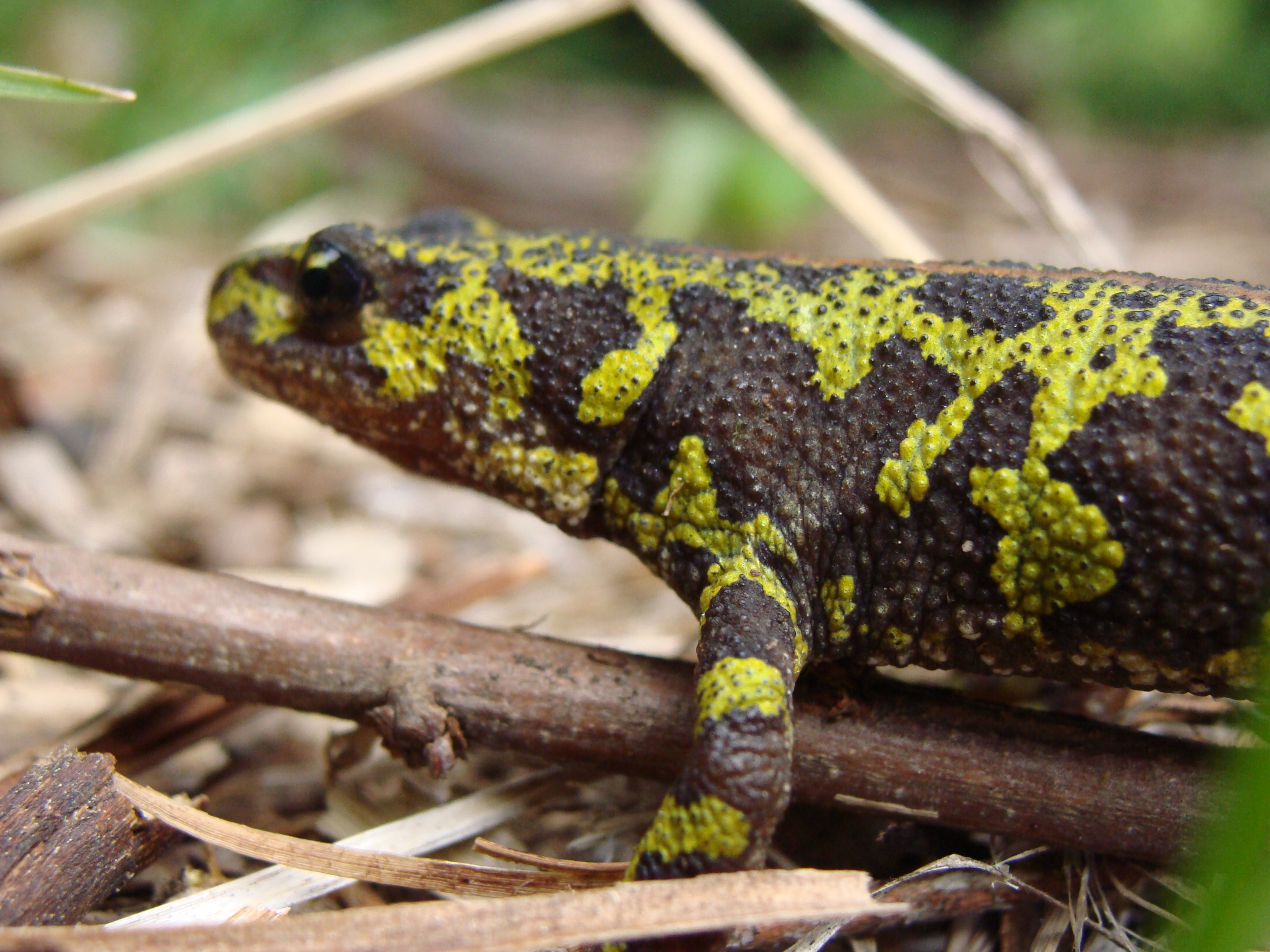
De marmersalamander

Een marmertekening is een patroon van onregelmatige, grillige vlekken dat doet denken aan de kleurverschillen die voorkomen bij marmer. De term wordt in de biologie wel gebruikt om de kleurpatronen van de huid van dieren aan te duiden. 
Sommige dieren zijn vernoemd naar deze tekening. Een voorbeeld is de marmersalamander (Triturus marmoratus), die zijn Nederlandstalige naam dankt aan zijn vlekpatroon. Ook de wetenschappelijke soortaanduiding marmoratus verwijst hiernaar, dit betekent vrij vertaald 'lijkend op marmer'.